# Laura Frausin Guarino

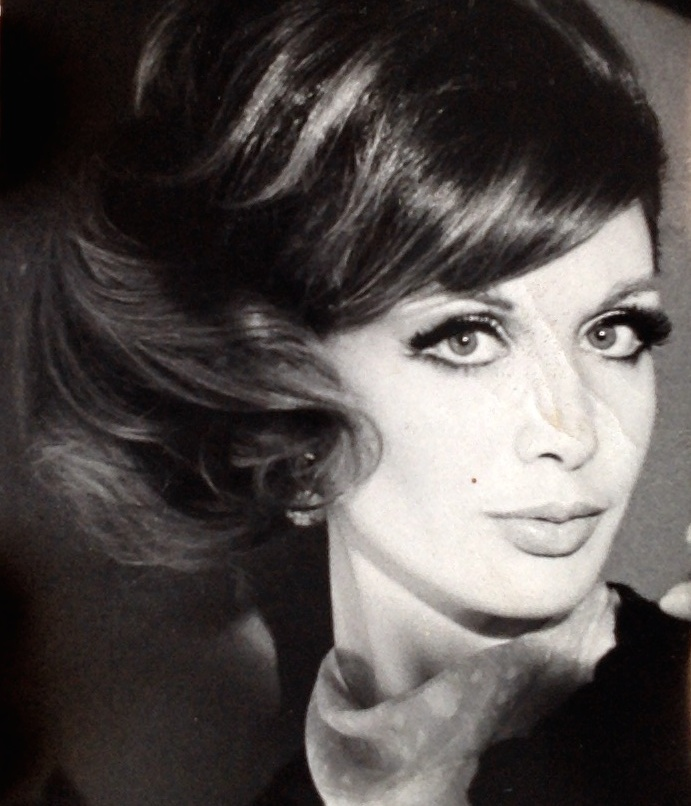
Laura Frausin Guarino, 1958

Laura Frausin Guarino (Trieste, 30 marzo 1933) è una traduttrice italiana.

## Biografia
Pur cresciuta in una famiglia di cultura mitteleuropea, Laura Frausin Guarino ha manifestato fin dagli anni giovanili un profondo interesse per la letteratura e la lingua francese, nonché per la Letteratura italiana.
Dopo alcuni soggiorni di studio in Francia presso l'università di Grenoble e una presa di contatto con case editrici italiane – per prima, in ordine di tempo, la Mondadori presso la quale è stata introdotta da Vittorio Sereni, suo professore di italiano al liceo –, Laura Frausin Guarino ha iniziato il lavoro di traduttrice dal francese.
Nel corso degli anni le è stata affidata la traduzione di autori importanti, sia nel campo della filosofia (Baudrillard, Caillois, Foucault) che in quello della narrativa (Mauriac, Simenon, Némirovsky e altri, tra cui, per Adelphi, Marcel Jouhandeau).
Le sono stati conferiti alcuni premi: nel 2003 il Prix de la traduction de la communauté française per la traduzione dell'opera di Georges Simenon; nel 2009 il premio Lionello Fiumi per la traduzione di Thérèse Desqueyroux di François Mauriac; nel 2011 il Premio Procida-Isola di Arturo-Elsa Morante per la traduzione del "Vino della solitudine" di Irène Némirovsky.
Per diversi anni Laura Frausin Guarino ha tenuto un corso di traduzione saggistico-letteraria presso la Civica Scuola Interpreti e Traduttori Alberto Spinelli di Milano: ha lasciato l'incarico nel 2017.
Inoltre, ha tradotto e continua a tradurre, per le Edizioni Henry Beyle, testi di Perec, Stendhal, Balzac, Dumas, Apollinaire. Da Ena Marchi (curatrice di Adelphi) le è stata affidata la traduzione del saggio di Marc Fumaroli La Repubblica delle Lettere.

## Traduzioni
- Arthur Rimbaud, Testi di Frédéric Musso, Periodici Mondadori, Milano 1974
- Guillaume Apollinaire, Chirurgia estetica, Beyle, Milano 2013
- Christine Arnothy,
  - Vento africano, Sperling & Kupfer, Milano 1991
  - Un affare di eredità, Sperling & Kupfer, Milano 1993
  - Quando il passato ritorna, Sperling & Kupfer, Milano 1996
- Jean Baudrillard,
  - America, SE, Milano 2000
  - Il complotto dell'arte, con uno scritto di Sylvère Lotringer, SE, Milano 2013
- Claudie Broyelle, Jacques Broyelle, Evelyne Tschirhart, Secondo ritorno dalla Cina: l'altra metà del cielo rivisitata, Bompiani, Milano 1978
- Marie Cardinal,
  - La trappola, Bompiani, Milano 1983
  - Ascolta il mare, Bompiani, Milano 1998
- Roger Caillois,
  - Nel cuore del fantastico, postfazione di Guido Almansi, Feltrinelli, Milano 1984
  - I giochi e gli uomini, prefazione di Pier Aldo Rovatti; note all'edizione italiana di Giampaolo Dossena; Tascabili Bompiani, Milano 2007
- Nicolas Cavaillès, Gli otto ragazzi Schumann, Pagine d'Arte, Bellinzona 2018
- Patrick Chamoiseau, Cronaca delle sette miserie, Serra e Riva, Milano 1991
- Jean d'Estrées, La beaute, mon aventure: guida ai segreti della bellezza femminile, A. Mondadori, Milano 1974
- François-Joachim de Pierre de Bernis, Memorie, prefazione di Lucio Villari, Feltrinelli, Milano 1984
- Honoré de Balzac, Se fossi ricco!, Henry Beyle, Milano 2016
- Simone De Beauvoir, La lunga marcia, Munt press, Samedan 1975, stampa 1976
- Guy des Cars,
  - La mezzana, A. Mondadori, Milano 1972
  - L'incantatrice, A. Mondadori, Milano 1976
  - Una bellezza insolente, A. Mondadori, Milano 1992
- Jacques Duquesne, La sinistra di Cristo, A. Mondadori, Milano 1972
- Marguerite Duras,
  - Il dolore, traduzione di Laura Guarino e Giovanni Mariotti, Feltrinelli, Milano 1985
  - Occhi blu capelli neri, Feltrinelli, Milano 1987
  - Emily L., ; Feltrinelli, Milano 1988
  - La vita materiale: Marguerite Duras parla a Jérôme Beaujour, Feltrinelli, Milano 1988
  - Giornate intere fra gli alberi, Feltrinelli, Milano 1989
  - Testi segreti, Feltrinelli, Milano 1990
  - La vita tranquilla, Feltrinelli, Milano 1996
  - Quaderni della guerra e altri testi, Feltrinelli, Milano 2008
- Jean-Henri Fabre, Ricordi di un entomologo, volume primo, Adelphi, Milano 2020
- Michel Foucault,
  - 3: La cura di sé, in Storia della sessualità,Feltrinelli, Milano 1991
  - 2: L'uso dei piaceri, in Storia della sessualità, Feltrinelli, Milano 1994
- Marc Fumaroli, La repubblica delle lettere, Adelphi, Milano 2018
- Paul Gadenne, La balena, con La coccinella o le false tenerezze, Feltrinelli, Milano 1986
- Laurent Gaudé, La morte di re Tsongor, Adelphi, Milano 2004
- Fernand Gigon, Americani e Vietcong, Mondadori, Milano 1966
- Jean-Noël Kapferer, Le voci che corrono, Longanesi, Milano 1988
- Amin Maalouf,
  - Leone l'Africano, Longanesi, Milano 1987
  - Il leone africano, Tascabili Bompiani, Milano 2002
- Andreï Makine, Il testamento francese, Mondadori, Milano 1997
- Henri Matisse, Come ho realizzato i miei libri, Beyle, Milano 2016
- François Mauriac, Therese Desqueyroux, Adelphi, Milano 2009
- Irène Némirovsky,
  - Suite francese, a cura di Denise Epstein e Olivier Rubinstein; postfazione di Myriam Anissimov; Adelphi, Milano 2005
  - La moglie di don Giovanni, a cura di Giorgio Pinotti; Adelphi, Milano 2006
  - Jezabel, Adelphi, Milano 2007
  - I doni della vita, Adelphi, Milano 2009
  - Due, Adelphi, Milano 2010
  - Il vino della solitudine, Adelphi, Milano 2011
  - I falò dell'autunno, con una nota di Olivier Philipponnat, Adelphi, Milano 2012
  - La preda, Adelphi, Milano 2012
  - Il calore del sangue; La moglie di don Giovanni, prefazione di Marco Missiroli, traduzioni di Alessandra Berello e Laura Frausin Guarino Corriere della Sera, Milano 2013
- Mori Ōgai, Vita sexualis, o L'iniziazione amorosa del professor Kanai Shizuka, con una nota di Adriana Boscaro, Feltrinelli, Milano 1983
- Georges Perec,
  - Considerazioni sugli occhiali, Henry Beyle, Milano 2011
  - Leggere, Henry Beyle, Milano 2014
  - Luoghi di un inganno, Beyle, Milano 2015
  - Sui diversi luoghi di usare il verbo abitare, Henry Beyle, Milano 2018
- Pia Poli (Pia Paoli), Atomi all'ora del te, Mondadori, Milano 1968
- Pierre Rey,
  - Out, A. Mondadori, Milano 1977
  - La vedova, A. Mondadori, Milano 1977
- Yasmina Reza, Il dio del massacro, traduzione di Laura Frausin Guarino ed Ena Marchi, Adelphi, Milano 2011
- Henri-Pierre Roché, Taccuini: gli anni Jules e Jim, con un saggio di François Truffaut, Adelphi, Milano 1990
- Jean Rouaud,
  - I campi della gloria, A. Mondadori, Milano 1991
  - Fermi così!, Mondadori, Milano 1995
  - Il mondo pressappoco, Mondadori, Milano 1998
  - Lista di nozze, Oscar Mondadori, Milano 2002
- Françoise Sagan,
  - Un profilo perduto, A. Mondadori, Milano 1974
  - Il can che dorme, A. Mondadori, Milano 1981
- Georges Simenon,
  - Maigret e il ladro, Mondadori, Milano 1968
  - Il trasloco, A. Mondadori, Milano 1968
  - La morte di Belle, Adelphi, Milano 1995
  - Il pazzo di Bergerac, Adelphi, Milano 1995
  - Turista da banane, o Le domeniche di Tahiti, Adelphi, Milano 1996
  - I fantasmi del cappellaio, Adelphi, Milano 1997
  - Tre camere a Manhattan, Adelphi, Milano 1998
  - Le vacanze di Maigret, Adelphi, Milano 1999
  - Il viaggiatore del giorno dei Morti, Adelphi Ed., Milano 1999
  - Gli intrusi, Adelphi, Milano 2000
  - L'uomo di Londra; Il viaggiatore del giorno dei morti, Mondolibri, Milano 2000
  - Il primogenito dei Ferchaux, Adelphi, Milano 2002
  - Maigret, Lognon e i gangster, Adelphi, Milano 2003
  - Memorie intime; seguite dal Libro di Marie-Jo, Adelphi, Milano 2003
  - La casa sul canale, Adelphi, Milano 2005
  - Maigret e la giovane morta, Adelphi, Milano 2005
  - L'orologiaio di Everton, Mondolibri, Milano 2005
  - Il clan dei Mahé, Mondolibri, Milano 2006
  - Maigret in Corte d'assise, Adelphi, Milano 2006
  - Maigret e il barbone, Adelphi, Milano 2008
  - Le campane di Bicêtre, Mondolibri, Milano 2009
  - I complici, Adelphi, Milano 2012
  - Maigret e il signor Charles, Adelphi, Milano 2012
  - Le signorine di Concarneau, Adelphi, Milano 2013
  - Cargo, Corriere della Sera, Milano 2015, stampa 2016
  - Il pensionante, Adelphi, Milano 2015
  - Il presidente, Corriere della Sera, Milano 2015, stampa 2016
  - La scala di ferro, Adelphi, Milano 2016, stampa 2015
- Stendhal,
  - Sul carattere delle donne, Beyle, Milano 2014
  - In difesa dei librai, a cura di Laura Frausin Guarino, Henry Beyle, Milano 2015
- Vercors, La zattera della Medusa, A. Mondadori, Milano 1973
- Jules Verne, Troppi fiori!, Beyle, Milano 2017
- Voltaire, Medici e medicine, con una nota di Edoardo Boncinelli, Henry Beyle, Milano 2018
- Elie Wiesel, Le porte della foresta, Longanesi, Milano 1989
- Marguerite Yourcenar,
  - Ad occhi aperti, Gruppo editoriale Fabbri-Bompiani-Sonzogno-Etas, Milano 1989
  - Ad occhi aperti: conversazioni con Matthieu Galey, Tascabili Bompiani, Milano 2004
  - Mishima, o La visione del vuoto, Tascabili Bompiani, Milano 2005